# Karl Möseneder
Karl Möseneder (* 11. Januar 1949 in Vöcklabruck) ist ein österreichischer Kunsthistoriker. Von 1994 bis 2013 war er Professor für Kunstgeschichte an der Universität Erlangen-Nürnberg.

## Werdegang
Möseneder studierte Kunstgeschichte, Archäologie, Psychologie und Philosophie an der Universität Salzburg, wo er 1974 über das Thema Die Brunnen des Giovanni Angelo Montorsoli promovierte. 1975–1977 arbeitete er in der Redaktion des Reallexikons zur Deutschen Kunstgeschichte am Zentralinstitut für Kunstgeschichte in München, ab 1977 war er wissenschaftlicher Assistent am Institut für Kunstgeschichte der Universität Regensburg, wo er nach erfolgter Habilitation seit 1982 als Professor für Kunstgeschichte lehrte. 1988 wurde Möseneder zum Professor für Kunstgeschichte und Christliche Archäologie an der Universität Passau ernannt, von 1994 bis zu seiner Emeritierung 2013 wirkte er als Professor an der Universität Erlangen-Nürnberg und Leiter des dortigen Instituts für Kunstgeschichte.
Ein Verzeichnis seiner Schriften bis Ende 2008 enthält die Festschrift „Beständig im Wandel. Innovationen – Verwandlungen – Konkretisierungen. Festschrift für Karl Möseneder zum 60. Geburtstag“, herausgegeben von Christian Hecht (Berlin 2009).

## Forschungsschwerpunkte
Möseneders Forschungs-Schwerpunkte sind die italienische Plastik des 15. und 16. Jahrhunderts, die Festkultur in Europa vom Mittelalter bis in die Gegenwart (Schwerpunkt die Epoche Ludwigs XIV.), der Passauer Dom, neuzeitliche Deckenmalerei in Österreich und Süddeutschland, die Bilderlehre des Paracelsus, die Kunstgeschichte Nürnbergs, Philipp Otto Runge und Jakob Böhme, Adalbert Stifter als Landschaftsmaler und Kunstvermittler, Kunsttheorie und Geschichte der Kunst vom 15. bis 20. Jahrhundert, Ikonographie der Toleranz, Forschungen zu Interdependenzen von Stil und Ikonographie.